# Grünlas (Ebnath)
Grünlas ist ein Dorf auf der Gemarkung Ebnath im oberpfälzischen Landkreis Tirschenreuth.

## Geografie
Das Dorf liegt im Südwesten des Fichtelgebirges und wird vom Grünlasbach durchflossen, der ein linker Zufluss der Gregnitz ist. Grünlas ist ein Ortsteil der Gemeinde Ebnath und liegt zwei Kilometer nördlich von deren Gemeindesitz.

## Geschichte
Die Bayerische Uraufnahme zeigt Grünlas in den 1810er Jahren als eine Ortschaft, deren knapp ein Dutzend Herdstellen sich in aufgelockerter Siedlungsweise beidseits des Grünlasbaches gruppieren. Seit dem bayerischen Gemeindeedikt von 1818 gehört Grünlas zur politischen Gemeinde Ebnath, die seit der Gemeindegründung neben dem Hauptort Ebnath noch aus fünf weiteren  besteht.
| Jahr          | 001824 | 001875 | 001885 | 001900 | 001925 | 001950 | 001961 | 001970 | 001987 |
| Einwohnerzahl | 86     | 97     | 95     | 111    | 143    | 209    | 161    | 156    | 158    |

## Baudenkmäler
In Grünlas gibt es mit der Marienkapelle Grünlas ein denkmalgeschütztes Bauwerk.